# L'inizio (Biagio Antonacci)
L'inizio è il sedicesimo album in studio del cantautore italiano Biagio Antonacci, pubblicato il 12 gennaio 2024 dalla Iris/Epic con distribuzione Sony Music.

## Tracce
Testi e musiche di Biagio Antonacci, eccetto dove indicato.
1. L'inizio – 3:05 (Giorgio Poti)
2. Delivery – 3:03 (testo: Biagio Antonacci, Alessandro Raina – musica: Biagio Antonacci, Placido Salamone)
3. A cena con gli dei – 2:58 (musica: Biagio Antonacci, Placido Salamone)
4. È capitato – 3:22
5. Anita – 2:40 (musica: Biagio Antonacci, Edwyn Roberts)
6. Lasciati pensare – 2:56
7. Tridimensionale (con Benny Benassi) – 2:50 (testo: Biagio Antonacci, Paolo Antonacci, Alessandro Raina, Davide Simonetta – musica: Biagio Antonacci, Paolo Antonacci, Marco Benassi, Alessandro Raina, Davide Simonetta)
8. Dimmi di lei – 3:09 (musica: Biagio Antonacci, Edwyn Roberts, Placido Salamone)
9. Telenovela – 3:09 (testo: Biagio Antonacci, Paolo Antonacci – musica: Biagio Antonacci, Paolo Antonacci, Davide Simonetta, Stefano Tognini)
10. Sognami (feat. Tananai e Don Joe) – 3:00
11. Bastasse vivere – 3:12
12. Non diamoci del tu – 3:24
13. Seria – 2:38 (testo: Biagio Antonacci, Paolo Antonacci, Alessandro Raina, Davide Simonetta – musica: Biagio Antonacci, Paolo Antonacci, Alessandro Raina, Placido Salamone, Davide Simonetta)
14. Non voglio svegliarti – 2:53
15. Evoco – 3:11 (musica: Biagio Antonacci, Emiliano Fantuzzi)

## Classifiche
| Classifica (2024) | Posizione massima |
| ----------------- | ----------------- |
| Italia            | 3                 |